# Tipula mohavensis
Tipula mohavensis är en tvåvingeart som beskrevs av Alexander 1946. Tipula mohavensis ingår i släktet Tipula och familjen storharkrankar. Inga underarter finns listade i Catalogue of Life.